# Трансформативная педагогика
Трансформативная педагогика — подход к преподаванию, при котором ценится и максимально используется вклад ученика в ход учебного процесса.

## Методы педагогики
Каждый урок содержит совместный для преподавателя и ученика контекст, который:
- разрабатывается для создания вызова и вовлеченности;
- позволяет объединить всех учащихся класса или группы;
- использует рефлексивную оценку в процессе обучения;
- учитывает передовые методики, закрепленные в девяти принципах Великой педагогики[2];
- включает обучение посредством искусства опроса.

## История
Основы трансформативной педагогики были разработаны исследователями из Королевского колледжа в Лондоне и сформулированы в 2012 году в работе К. Хасбанса и Дж. Пирса. Затем они были применены на практике, проанализированы и приобрели свою сегодняшнюю целостность во множестве школ среди стран англоязычного мира. Ярким примером использования данного подхода является методика образовательных учреждений «Мантия Эксперта». Эта сеть школ была основана в 1980 году в городе Ньюкасл-апон-Тайн, Великобритания. Сегодня учреждения «Мантия Эксперта» практикуют в Великобритании, Новой Зеландии, США, Палестине и ряде стран Европы. Программа этой школы также известна под названием «Познание через образы».

## Специфика
«Познание через образы» реализует выполнение учебных задач в форме, которая способна заинтересовать школьника и вызвать его живое внимание к дисциплинам учебной программы. Урок строится наподобие квеста. Контекст урока предполагает наличие интриги, тайны, риска или какого-то иного эмоционального крючка, который должен стать основным мотиватором для учеников. В контекст каждого урока входят:
- Воображаемая «экспертная группа» (ученики), которая может нести ответственность за свои действия. В отличие от традиционного подхода к преподаванию, практическое задание для учащихся зачастую превосходит по сложности уровень академических знаний, которыми они обладают на текущем этапе прохождения программы. При этом преподаватель негласно позиционирует выданное на уроке групповое задание как такое, что «учащиеся с ним должны и могут справиться»;
- Воображаемый клиент (потребитель, интересант), чьи потребности нуждаются в удовлетворении со стороны группы экспертов. Соответственно, ответ на задание со стороны учеников должен быть должным образом оформлен и презентован для клиента;
- Комиссия, необходимая для постоянного информирования клиента о ходе процесса. Оно может вестись посредством публикации промежуточных итогов (например, на общей доске) или в виде специальных сообщений «уполномоченному представителю клиента».

Роль преподавателя состоит в том, чтобы наполнить групповой урок отдельными заданиями и вопросами по дисциплинам учебного плана. Для прохождения урока могут потребоваться знания по отдельным вопросам химии, истории, биологии, математики и так далее. Таким образом, в отличие от традиционного подхода, преподавание строится не в разрезе дисциплин, а в разрезе предметов и явлений.
Также важно мастерство педагога в качестве ведущего урока. Оно состоит в улавливании грани между «театральной» постановкой и тем моментом, когда ее следует развернуть, чтобы зафиксировать понимание учеников и воплотить его в практическое знание.